# Zaza Gravina
Zaza Gravina es una deportista francesa que compitió en vela en la clase Laser Radial. Ganó una medalla de bronce en el Campeonato Europeo de Laser Radial de 1983.

## Palmarés internacional
| Campeonato Europeo | Campeonato Europeo | Campeonato Europeo | Campeonato Europeo |
| Año                | Lugar              | Medalla            | Clase              |
| ------------------ | ------------------ | ------------------ | ------------------ |
| 1983               | Mandal (Noruega)   | Medalla de bronce  | Laser Radial       |